# Scarface (Push It to the Limit)
"Scarface (Push It to the Limit)" je singl američkog glazbenika Paula Engemanna s glazbenog albuma Scarface za film Lice s ožiljkom. Pjesmu su napisali talijanski glazbeni producenti Giorgio Moroder i Pete Bellotte. Pjesma je kao singl objavljena u formatu 12" inčnog singla i 7" inčnog singla, 1983. godine. Pjesma se pojavljuje u sceni iz filma koja prikazuje Tonyja Montanu i njegov porast bogatstva nakon ubojstva Franka Lopeza (Robert Loggia), te njegovu kontrolu nad dolaskom kokaina u Miami, Floridu. U filmu, pjesma traje malo duže od originala gdje se na instrumentalnom dijelu čuje gitara.

## Popis pjesama
| Br. | Skladba                                            | Trajanje |
| --- | -------------------------------------------------- | -------- |
| 1.  | »Scarface (Push It to the Limit)« (Normal Version) | 5:10     |
| 2.  | »Scarface (Push It to the Limit)« (Instrumental)   | 5:10     |

## Nadnevci objavljivanja
| Država                     | Nadnevak | Format                          | Diskografska kuća | Izvor |
| -------------------------- | -------- | ------------------------------- | ----------------- | ----- |
| Sjedinjene Američke Države | 1983.    | 12" inčni singl, 7" inčni singl | MCA Records       | [ 2 ] |